# Station Yardley Wood
Yardley Wood is een spoorwegstation van National Rail in Yardley Wood, Birmingham in Engeland. Het station is eigendom van Network Rail en wordt beheerd door West Midland Trains. Het station is geopend in 1908.